# An XI
XVIIIe siècle |
XIXe siècle  |
XXe siècle
Années 1780 | Années 1790 | Ère républicaine | Années 1800 | Années 1810
an I | an II | an III | an IV | an V | an VI | an VII | an VIII | an IX | an X | an XI | an XII | an XIII | an XIV | 1806
L'an XI du calendrier républicain correspond aux années 1802 et 1803 du calendrier grégorien. Cette année a commencé le 23 septembre 1802 et s'est terminée le 23 septembre 1803.

## Événements
- vendémiaire/brumaire (octobre) : la France envahit la Suisse.
- Loi du 19 ventôse an XI (10 mars 1803) réorganisant les études et la profession médicales
- 7 germinal (28 mars 1803) : instauration du franc de germinal.
- Loi du 10 germinal an XI (31 mars 1803) complétant la loi du 19 ventôse.
- Loi du 11 germinal (1er avril 1803) sur la réglementation concernant les prénoms dans l'état civil[1].
- Loi du 21 germinal (11 avril 1803) : Écriture d'un texte qui régit l'enseignement pharmaceutique en France.
- Loi du 22 germinal (12 avril 1803) instituant le livret ouvrier.
- Loi du 24 germinal An XI (14 avril 1803) sur la première loi relative à la Banque de France[2].
- Troisième coalition : Royaume-Uni, Autriche, Prusse et Russie contre la France napoléonienne.
- Acquisition de la Louisiane par Thomas Jefferson au bénéfice des États-Unis.

## Morts
- 17 germinal (7 avril 1803) : Toussaint Louverture meurt au fort de Joux.
- 18 fructidor (5 septembre 1803) : le compositeur François Devienne meurt à l'asile de Charenton.

## Concordance
| 1 Vendémiaire  | 23 septembre |
| 8 Vendémiaire  | 30 septembre |
| 9 Vendémiaire  | 1er octobre  |
| 30 Vendémiaire | 22 octobre   |
| 1 Brumaire     | 23 octobre   |
| 9 Brumaire     | 31 octobre   |
| 10 Brumaire    | 1er novembre |
| 30 Brumaire    | 21 novembre  |
| 1 Frimaire     | 22 novembre  |
| 9 Frimaire     | 30 novembre  |
| 10 Frimaire    | 1er décembre |
| 30 Frimaire    | 21 décembre  |
| 1 Nivôse       | 22 décembre  |
| 10 Nivôse      | 31 décembre  |

| 11 Nivôse   | 1er janvier |
| 30 Nivôse   | 20 janvier  |
| 1 Pluviôse  | 21 janvier  |
| 11 Pluviôse | 31 janvier  |
| 12 Pluviôse | 1er février |
| 30 Pluviôse | 19 février  |
| 1 Ventôse   | 20 février  |
| 9 Ventôse   | 28 février  |
| 10 Ventôse  | 1er mars    |
| 30 Ventôse  | 21 mars     |
| 1 Germinal  | 22 mars     |
| 10 Germinal | 31 mars     |
| 11 Germinal | 1er avril   |
| 30 Germinal | 20 avril    |

| 1 Floréal    | 21 avril    |
| 10 Floréal   | 30 avril    |
| 11 Floréal   | 1er mai     |
| 30 Floréal   | 20 mai      |
| 1 Prairial   | 21 mai      |
| 11 Prairial  | 31 mai      |
| 12 Prairial  | 1er juin    |
| 30 Prairial  | 19 juin     |
| 1 Messidor   | 20 juin     |
| 11 Messidor  | 30 juin     |
| 12 Messidor  | 1er juillet |
| 30 Messidor  | 19 juillet  |
| 1 Thermidor  | 20 juillet  |
| 12 Thermidor | 31 juillet  |

| 13 Thermidor | 1er août      |
| 30 Thermidor | 18 août       |
| 1 Fructidor  | 19 août       |
| 13 Fructidor | 31 août       |
| 14 Fructidor | 1er septembre |
| 30 Fructidor | 17 septembre  |

| de la vertu      | 18 septembre |
| du génie         | 19 septembre |
| du travail       | 20 septembre |
| de l'opinion     | 21 septembre |
| des récompenses  | 22 septembre |
| de la révolution | 23 septembre |